# 조선희 (사진가)
조선희(1971년 ~ )는 대한민국의 사진가이다. 2011년 현재 서울에서 조아조아 스튜디오를 운영하고 있다.

## 가족
- 남편 송경섭

## 학력
- 대구 원화여자고등학교 졸업
- 연세대학교 의생활학

## 약력
- 2009년	경일대학교 사진영상학과 조교수
- 2004년	조아조아 스튜디오 사진작가
- 1996년~2002년 엘르, 보그, 바자, 코스포몰리탄 패션지 화보 촬영
- 1995년~1996년 네오룩, 이매진 사진작가
- 1995년 한겨레21 길 프리랜서 사진작가

## 수상 내역
- 2009년 잡지 바자 올해의 포토그래퍼상
- 2003년 올해의 패션 포토그래퍼상

## 방송 출연
- 2008년 Olive 《캘리포니아 드림》
- 2011년 Mnet 《론치 마이라이프》
- 2011년 OnStyle 《도전! 수퍼모델 코리아시즌2》
- 2012년 OnStyle 《HELLO! 러시아》
- 2013년 OnStyle 《소나기 시즌2》
- 2021년 KBS2 《TV는 사랑을 싣고》

## 저서
- 《왜관 촌년 조선희, 카메라와 질기게 사랑하기》 2004년 2월 17일 ISBN 9788982734960
- 《네 멋대로 찍어라》 2008년 9월 26일 ISBN 9788960170599
- 《조선희의 힐링 포토》 2005년 10월 14일 ISBN 9788982737855
- 《피아노와 백합의 사막》 2002년 2월 28일 ISBN 9788990074003
- 《JJANG NARA》 2002년 11월 30일

## 같이 보기
- 김중만